# Roman Mielnikow
Roman Jefimowicz Mielnikow (ros. Роман Ефимович Мельников, ur. 17 listopada 1908 we wsi Siniczino w guberni moskiewskiej, zm. 7 września 1988 w Moskwie) – radziecki polityk.

## Życiorys
Od 1928 w WKP(b), 1931-1936 kierownik Wydziału Organizacyjnego i sekretarz Stalińskiego Komitetu Rejonowego WKP(b) w Moskwie, od kwietnia 1936 do sierpnia 1937 przewodniczący Pierwomajskiej Rady Rejonowej w Moskwie, w 1937 przewodniczący Smoleńskiej Rady Miejskiej. Od 19 października 1937 do stycznia 1940 p.o. przewodniczącego, a od stycznia 1940 do 5 lutego 1945 przewodniczący Komitetu Wykonawczego Smoleńskiej Rady Obwodowej, 1945-1948 słuchacz Wyższej Szkoły Partyjnej przy KC WKP(b), 1948-1949 inspektor KC WKP(b). W 1949 zastępca pełnomocnika KC WKP(b) w Uzbeckiej SRR, od 1949 do 10 września 1959 II sekretarz KC Komunistycznej Partii (bolszewików) Uzbekistanu/Komunistycznej Partii Uzbekistanu, od 14 października 1952 do 17 października 1961 zastępca członka KC KPZR, 1959-1963 inspektor KC KPZR. Od 1963 do 1966 członek Komisji Partyjnej przy KC KPZR, 1966-1982 członek Komitetu Kontroli Partyjnej przy KC KPZR, następnie na emeryturze. Deputowany do Rady Najwyższej ZSRR 1, 3, 4 i 5 kadencji. Pochowany na Cmentarzu Trojekurowskim.